# Бакш, Насир
Насир Пир Бакш Аббас (араб.   ناصر بير بخش عباس‎; род. 27 января 1999, Катар) — катарский футболист, защитник клуба «Катар СК» и молодёжной сборной Катара.

## Клубная карьера
Бакш является воспитанником «Катар СК», с которым он в 2019 году подписал первый профессиональный контракт. 13 апреля главный тренер команды Серхио Батиста впервые включил его в заявку на матч чемпионата Катара с «Эр-Райяном». Дебют Насира в Старс-лиге состоялся 28 августа уже при новом тренере — испанце Карлосе Алосе. В матче 1-го тура с действующем чемпионом «Аль-Духаилем» Бакш вышел в стартовом составе и сыграл все 90 минут.

## Карьера в сборной
В 2018 году в составе молодёжной сборной Катара принимал участие на турнире в Тулоне. На групповом этапе Бакш сыграл только в последнем матче с Китаем, который завершился вничью 1:1. Также принял участие в матче за 8-е место с Южной Кореей, проигранном Катаром со счётом 1:3.
В составе сборной Катара до 19 лет принимал участие в юношеском чемпионате Азии. Бакш провёл на турнире 5 игр: с ОАЭ (1:2), Индонезией (6:5), Тайванем (4:0) на групповом этапе, Таиландом (7:3) в четвертьфинале и полуфинальном матче с корейцами (1:3). Проиграв в 1/2 финала, сборная Катара стала бронзовым призёром турнира.
В мае 2019 года главный тренер сборной Катара до 20 лет Бруну Пинейру вызвал Бакша на молодёжный чемпионат мира в Польше. На турнире защитник принял участие в двух встречах: с Нигерией и Украиной. В матче с украинцами получил прямую красную карточку на 85-й минуте, в связи с чем был вынужден пропусти заключительный матч. Сборная Катара проиграла все три встречи и заняла последнее место в группе.

## Достижения
Сборная Катара (до 19 лет)
- Бронзовый призёр чемпионата Азии (до 19 лет): 2018

## Статистика выступлений

### Клубная статистика
| Выступление      | Выступление      | Выступление      | Лига | Лига | Кубки | Кубки | Конт.кубки | Конт.кубки | Итого | Итого |
| Клуб             | Лига             | Сезон            | Игры | Голы | Игры  | Голы  | Игры       | Голы       | Игры  | Голы  |
| ---------------- | ---------------- | ---------------- | ---- | ---- | ----- | ----- | ---------- | ---------- | ----- | ----- |
| Катар СК         | Старс-лига       | 2018/19          | 0    | 0    | 0     | 0     | —          | —          | 0     | 0     |
| Катар СК         | Старс-лига       | 2019/20          | 8    | 0    | 2     | 0     | —          | —          | 10    | 0     |
| Катар СК         | Итого            | Итого            | 8    | 0    | 2     | 0     | 0          | 0          | 10    | 0     |
| Всего за карьеру | Всего за карьеру | Всего за карьеру | 8    | 0    | 2     | 0     | 0          | 0          | 10    | 0     |